# Mika Rottenberg
Mika Rottenberg (sinh năm 1976) là một nghệ sĩ video người Argentina-Israel đương đại sống và làm việc tại thành phố New York. Rottenberg nổi tiếng với các tác phẩm sắp đặt và quay video siêu thực thường liên quan đến chủ đề lao động nữ. Tác phẩm của cô đã được triển lãm cả trong nước và quốc tế.

## Tiểu sử
Mika Rottenberg sinh ra ở Buenos Aires, Argentina vào năm 1976. Cô đã tới Israel cùng gia đình vào năm 1977. Năm 1998, cô tốt nghiệp trường nghệ thuật Ha RErasha, Cao đẳng Beit Berl, Israel. Năm 2000, Rottenberg chuyển đến Thành phố New York để tiếp tục con đường học vấn, nhận bằng Cử nhân Mỹ thuật của Trường Nghệ thuật Thị giác năm 2000 và bằng Thạc sĩ Mỹ thuật của Đại học Columbia năm 2004. Cô hiện đang được đại diện bởi Andrea Rosen Gallery ở New York và bởi Galerie Laurent Godin ở Paris.
Các tác phẩm video của Rottenberg có các phụ nữ với những sự lập dị thể chất khác nhau, chẳng hạn như rất cao, thân hình to lớn hoặc cơ bắp, thực hiện các hành vi thể chất phục vụ như một câu chuyện ngụ ngôn cho tình trạng của con người trong thời hậu hiện đại. Các video của cô được lấy cảm hứng từ những câu chuyện mà phụ nữ có một đặc điểm khác thường về cơ thể khiến họ trở thành hàng hóa, và cụ thể là những phụ nữ quảng cáo đặc điểm khác thường của họ trực tuyến sẽ được sử dụng để cho thuê. Một số khái niệm nghệ thuật của cô liên quan đến lao động, mối quan hệ cơ thể / môi trường và logic hư cấu.

## Tác phẩm quan trọng
Mary's Cherry (2004), cho thấy móng tay đỏ của một người phụ nữ đang được trồng, cắt và biến thành cherry maraschino, bị ảnh hưởng bởi một câu chuyện về một người phụ nữ có nhóm máu hiếm hoi bỏ công việc bán máu. Những người phụ nữ nổi bật trong Mary's Cherry đều là những đô vật cho thuê. Cheese (2007) là một video cài đặt đa kênh mô tả phụ nữ có những con bò sữa rất dài và làm phô mai bằng một chiếc máy chạy bằng chuyển động của tóc phụ nữ. Tác phẩm của Rottenberg đã được giới thiệu tại Whitney Biennial năm 2008.
Squeeze (2010) là một video được quay tại địa điểm tại một trang trại rau diếp ở Arizona và một nhà máy cao su ở Kirala, Ấn Độ. Các diễn viên tham gia vào nhiều cử chỉ khác nhau bao gồm đẩy lưỡi qua bức tường bằng vữa, một dòng phụ nữ xoa bóp bàn tay nhô ra qua tường và Bunny Glamazon bị đập vào giữa hai tấm nệm.
Vào năm 2011, Rottenberg đã hợp tác với nghệ sĩ Jon Kessler trên SEVEN, một buổi biểu diễn và sắp đặt được tạo ra cho Performancea 11 tại thành phố New York, được biểu diễn tại Nicole Klagsbrun Gallery. Theo trang web Performancea, SEVEN "thu gọn thời gian và thời gian thực để tạo ra một phòng thí nghiệm phức tạp, truyền chất lỏng và màu sắc vào một cảnh tượng trên thảo nguyên châu Phi. Ở New York, một máy ép trái cây Chark người biểu diễn tham gia vào hoạt động thể thao theo nghi thức. "
Năm 2013, Rottenberg đã tổ chức một triển lãm cá nhân tại Bảo tàng Israel, ở Jerusalem.
Vào năm 2015, tác phẩm "NoNoseKnows" của cô đã được giới thiệu tại Venice Biennale như một phần của một triển lãm được quản lý bởi Okwui Enwezor: "Tất cả các tương lai của thế giới".
Ngoài video, Rottenberg cũng đã trưng bày các bức tranh và ảnh. Cô được đại diện bởi Phòng trưng bày Andrea Rosen và Phòng trưng bày Laurent Godin.